# Aeropuerto de Tartagal
El Aeropuerto "General Enrique Mosconi"/ Tartagal (FAA: TAR - IATA: TTG - OACI: SAST) se encuentra a 7 km al sur la ciudad de Tartagal en la provincia de Salta. 
Pertenece a la Dirección Regional Noroeste dependiente de la Administración Nacional de Aviación Civil ( ANAC ARGENTINA). Además está inserto en el Sistema Nacional de Aeropuertos.
Su ubicación es sobre Ruta Nacional 34 km 1,423 y sus coordenadas son latitud 22° 36' 56" S y longitud 63° 47' 44" O.
El área total del predio es de 74 ha y una terminal de pasajeros de 100 m², que es en realidad una sala de espera. Tras la Segunda Guerra Mundial estaba mostrando la importancia estratégica de la aviación militar, en el marco de la nueva mirada autárquica de la Defensa Nacional promovida por el gobierno de Juan Domingo Perón se invirtió fuertemente para desarrollar la aviación argentina, lo que incluyó el equipamiento completo de la Fuerza Aérea con material moderno, la creación de líneas aéreas desde casi cero, la construcción de infraestructura en pequeñas localidades entre ellas el Aeropuerto de Tartagal y el de Santa Teresita.
Actualmente no operan vuelos comerciales. Los últimos vuelos realizados fueron operados por parte de Andes Líneas Aéreas tres días por semana, conectándose así con la ciudad de Salta y San Ramón de la Nueva Orán. Los mismos recibían aportes económicos por parte del gobierno provincial. 
Este aeropuerto fue concebido a mediados de siglo XX tras un acuerdo entre el Aero Club Vespucio y la empresa YPF, en aquel tiempo estatal. Llegó a ser receptor de vuelos de Aerolíneas Argentinas, Tapsa Aviación, Aerochaco, Alta y Seal (empresa salteña ya extinta) entre otras. 
Fue reinaugurado en enero de 2011, tras cuatro años de trabajos de remodelaciones, entre las cuales se encontraban: extensión de pista hacia ambas cabeceras (2400 m), ensanchamiento (a 45 m), remoción de placas de plataforma y extensión de la superficie de la misma, estacionamiento vehicular y pavimentación del acceso desde Ruta Nacional N.º34. Estas reformas se concretaron sobrepasados dos años de demora y duplicando el presupuesto inicial.
Actualmente es utilizado por el gobierno provincial para operaciones de sus aeronaves, por una empresa que realiza aeroaplicaciones, actividades del Aeroclub Vespucio, por un servicio local de taxi aéreo además de esporádicos vuelos realizados por particulares, taxis aéreos o por empresas de servicios para la industria petrolífera y agropecuaria.

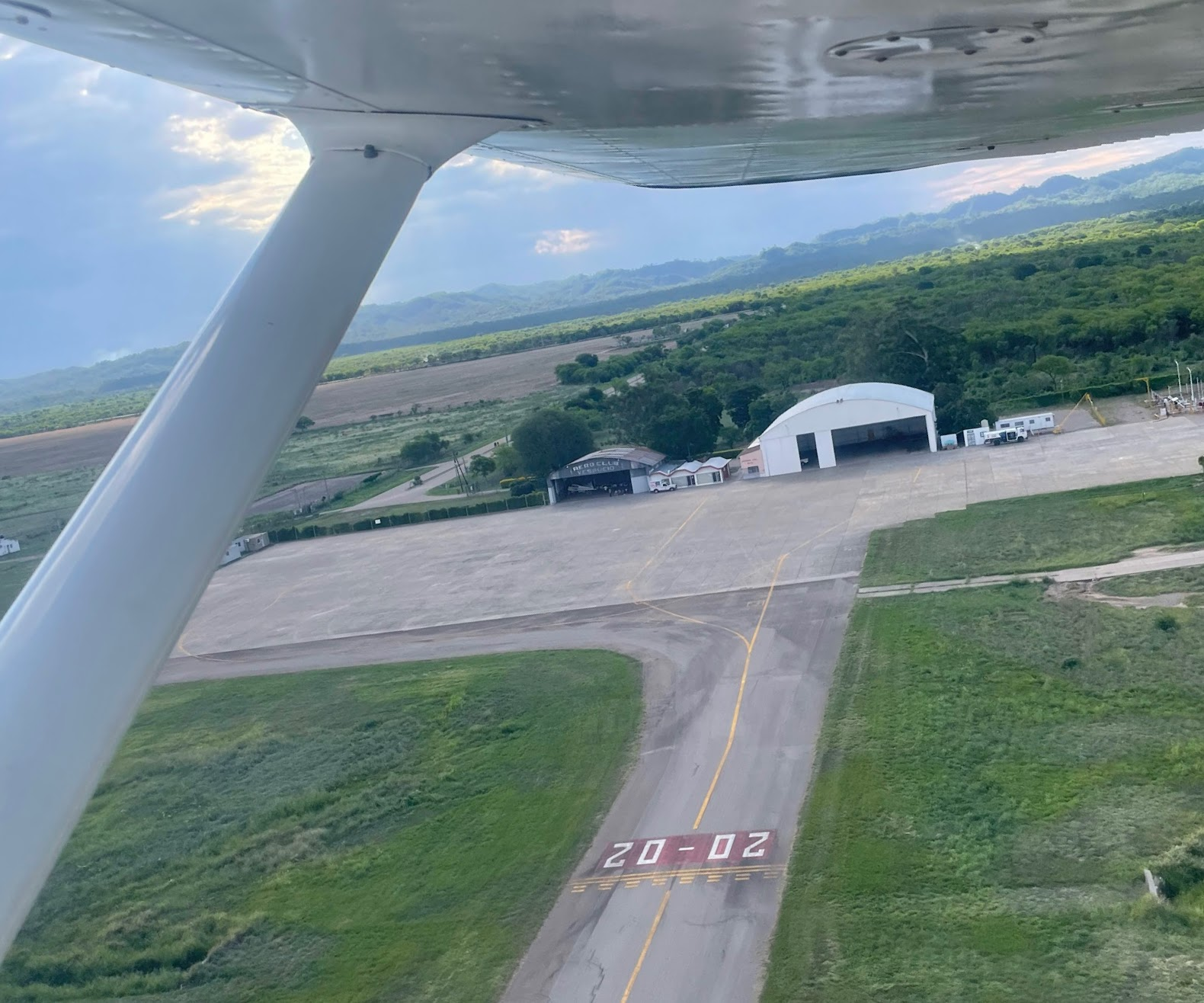
Vista de las instalaciones del aeropuerto a bordo de un Cessna 152

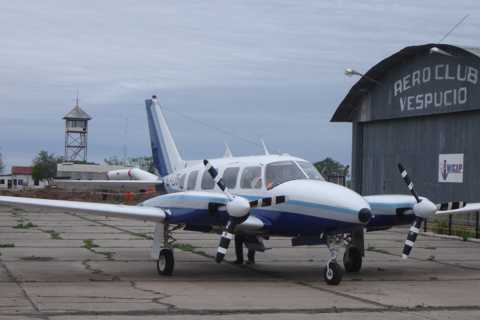
Piper Navajo en plataforma del aeropuerto

## Estadísticas de tráfico de pasajeros
| Año           | Pasajeros | Pasajeros           | Operaciones | Operaciones | Operaciones      | Operaciones | Operaciones         | Carga (Tons) |
| ------------- | --------- | ------------------- | ----------- | ----------- | ---------------- | ----------- | ------------------- | ------------ |
| Año           | Total     | Variación anual (%) | Pasajeros   | Carga       | Aviación General | Total       | Variación anual (%) | Carga (Tons) |
| 2016          | 1.001     | -21,2               | 165         | -           | 181              | 346         | -19,0               | -            |
| 2015          | 1.270     | 40,2                | -           | -           | 427              | 427         | 9,8                 | -            |
| 2014          | 906       | -2,1                | 389         | 389         | 389              | 389         | 12,1                | Pendiente    |
| 2013          | 925       | -0,8                | 347         | 347         | 347              | 347         | -67,2               | Pendiente    |
| 2012          | 932       | 277,3               | 1.057       | 1.057       | 1.057            | 1.057       | 278,9               | Pendiente    |
| 2011          | 247       | -17,7               | 279         | 279         | 279              | 279         | 257,7               | Pendiente    |
| 2010          | 300       | 38,2                | 78          | 78          | 78               | 78          | -53,3               | Pendiente    |
| 2009          | 217       | -46,3               | 167         | 167         | 167              | 167         | 26,5                | Pendiente    |
| 2008          | 404       | 76,4                | 132         | 132         | 132              | 132         | -66,0               | Pendiente    |
| 2007          | 229       | -87,8               | 388         | 388         | 388              | 388         | -82,6               | Pendiente    |
| 2006          | 1.875     | 469,9               | 2.230       | 2.230       | 2.230            | 2.230       | 640,9               | Pendiente    |
| 2005          | 329       | -26,1               | 301         | 301         | 301              | 301         | 23,4                | Pendiente    |
| 2004          | 445       | -56,7               | 244         | 244         | 244              | 244         | -78,3               | Pendiente    |
| 2003          | 1.027     | 24,6                | 1125        | 1125        | 1125             | 1.125       | 27,8                | Pendiente    |
| 2002          | 824       | -15,3               | 880         | 880         | 880              | 880         | 23,8                | Pendiente    |
| 2001          | 973       | S/D                 | 711         | 711         | 711              | 711         | S/D                 | Pendiente    |
| Fuente: ORSNA |           |                     |             |             |                  |             |                     |              |